# 東武タワースカイツリー
- - 東京スカイツリータウン > 東京スカイツリー > 東武タワースカイツリー
  - 東武グループ > 東武タワースカイツリー

東武タワースカイツリー株式会社（とうぶタワースカイツリー）は、東京都墨田区押上にある東京スカイツリーを中心とした東武グループの開発プロジェクトの事業会社。東武鉄道の完全子会社。

## 沿革
- 2006年5月1日 - 新東京タワー株式会社として設立。
- 2008年6月10日 - 東武タワースカイツリー株式会社へ商号変更。
- 2012年3月12日 - 本社を墨田区向島一丁目32-3（東武すみだビル）から東京都墨田区押上一丁目1番2号（東京スカイツリーイーストタワー内）へ移転。